# Flugunfall bei Durbach 1938

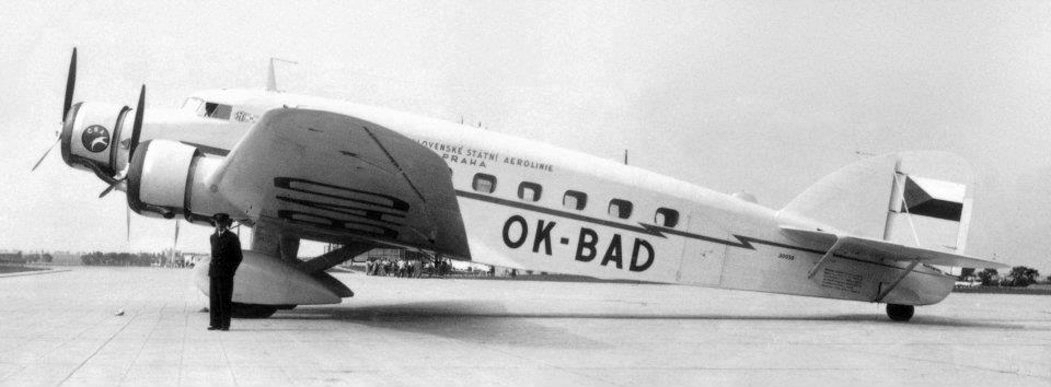
Eine baugleiche Schwestermaschine der ČSA

Der Flugunfall bei Durbach ereignete sich am 13. August 1938 zwischen 11:00 und 11:30 Uhr. Ein aus Prag kommendes Verkehrsflugzeug der tschechoslowakischen Fluggesellschaft ČSA kollidierte im Anflug auf den Straßburger Flughafen in dichtem Nebel bei Durbach (heute im Ortenaukreis in Baden-Württemberg) mit einer bewaldeten Bergkuppe, etwa 100 Höhenmeter unterhalb des Brandeckkopfs. Infolge des Unfalls kamen alle 13 Passagiere und vier Besatzungsmitglieder um.
Das damals moderne, in Italien entwickelte Flugzeug vom Typ Savoia-Marchetti SM.73 mit dem  Luftfahrzeugkennzeichen OK-BAG war an diesem Morgen um 9:00 Uhr in Prag zu einem Linienflug gestartet und sollte planmäßig um 11:00 Uhr eine Zwischenlandung auf dem Flughafen Straßburg-Entzheim einlegen, um danach nach Paris weiterzufliegen. Um 11:05 Uhr wies die Flugkontrolle in Straßburg die Piloten über Funk an, dass sie auf 1000 Meter steigen sollten, da sie zu tief fliegen würden. Der Empfang des Funkspruchs wurde allerdings von den Piloten nicht mehr bestätigt. An Bord befanden sich tschechische, französische und britische Staatsangehörige. Bei dem Controlled flight into terrain, dessen Ursache vermutlich ein Navigationsfehler war, der dazu führte, dass der Sinkflug zum Anflug auf Straßburg zu früh eingeleitet wurde, kamen bis auf die 23-jährige Stewardess Maria Kreuter alle Insassen sofort ums Leben. Die einzige, schwerverletzte Überlebende wurde zunächst von zur Hilfe geeilten Anwohnern in einem nahegelegenen Weingut versorgt, erlag jedoch am nächsten Tag ihren schweren Verletzungen in einem Offenburger Krankenhaus.
Der Absturz und die möglichen Ursachen wurden von einer Kommission des Reichsluftfahrtministeriums aus Berlin mit Unterstützung der Luftpolizei Freiburg und einer aus Prag angereisten tschechoslowakischen Untersuchungskommission vor Ort untersucht. Als unmittelbare Unfallursache wurde eine Kollision des Flugzeugs in außergewöhnlich dichtem Nebel mit dem baumbestanden „Buchwälder Kopf“ festgestellt.
Die Särge der Unfallopfer wurden in den darauffolgenden Tagen in der Offenburger Leichenhalle aufgebahrt, dabei hielten deutsche und tschechoslowakische Vertreter Ansprachen.
Keine zwei Monate später, am 10. Oktober desselben Jahres 1938 ereignete sich dann der Flugzeugabsturz bei Soest, bei dem eine Maschine desselben Typs Savoia-Marchetti SM.73 der belgischen Fluggesellschaft Sabena – ebenfalls bei schlechtem Wetter – abstürzte.